# Wilhelm Berges

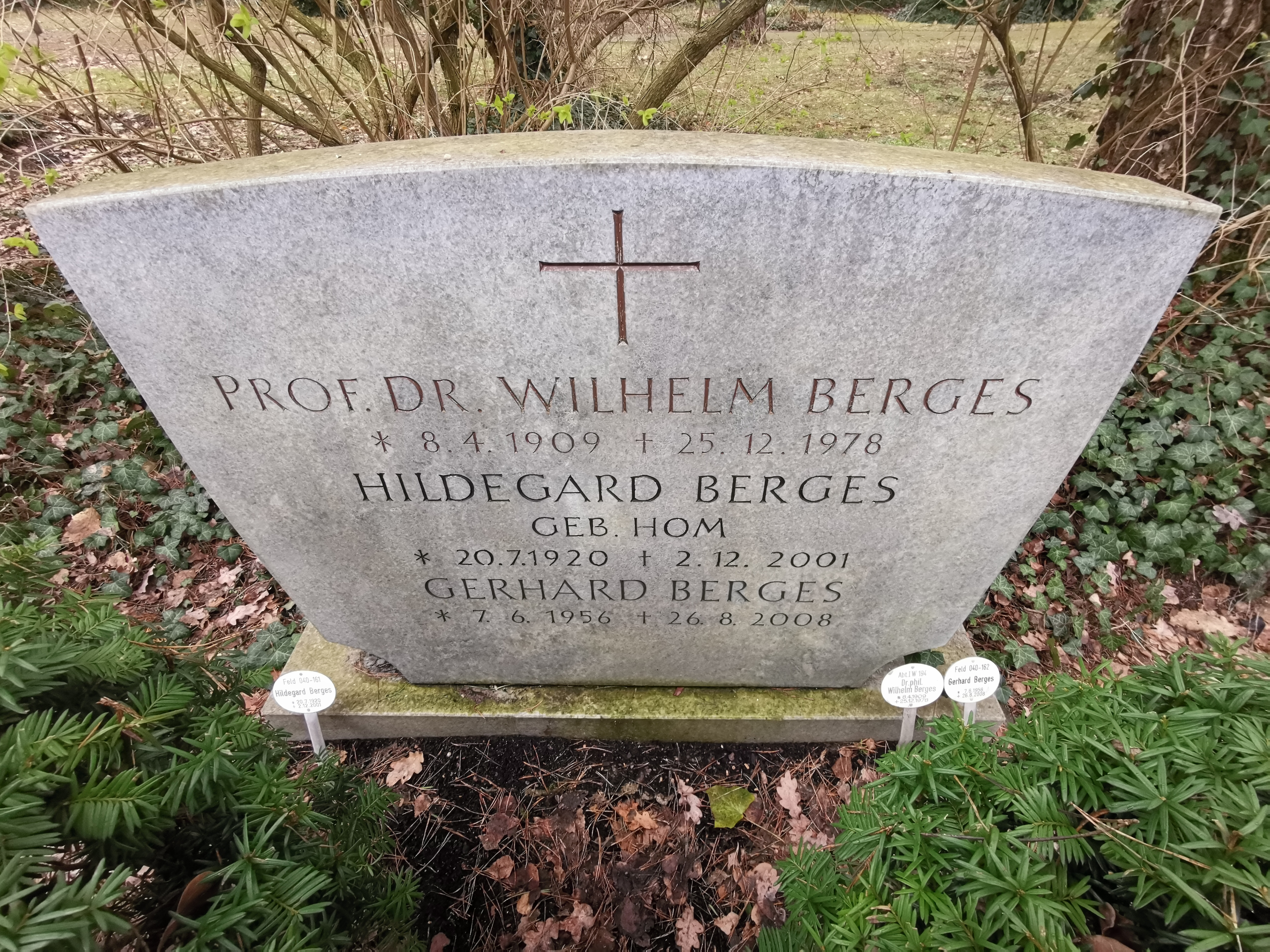
Grabstelle auf dem Waldfriedhof Zehlendorf, Feld 40

Wilhelm Berges (* 8. April 1909 in Werl; † 25. Dezember 1978 in Berlin) war ein deutscher Historiker.

Der Sohn eines Zollbeamten studierte die Fächer Philosophie, Germanistik und Geschichte an den Universitäten Prag, München und Berlin. Zu seinen wichtigsten akademischen Lehrern zählten Karl Brandi und Percy Ernst Schramm. Berges wurde 1937 bei Schramm über die Fürstenspiegel des hohen und späten Mittelalters promoviert. Die Dissertation wurde 1938 in den Schriften der Monumenta Germaniae Historica veröffentlicht. Berges wurde wissenschaftlicher Mitarbeiter der Göttinger Akademie der Wissenschaften und diente im Zweiten Weltkrieg fünf Jahre als Soldat. In Göttingen erfolgte 1947 die Habilitation über das Thema Die ältere Hildesheimer Epigraphik.
Von 1949 bis zu seiner Emeritierung lehrte er als Professor für mittelalterliche Geschichte an der Freien Universität Berlin. Rufe nach Münster, Freiburg und Göttingen (als Nachfolger Tellenbachs und Schramms) lehnte er ab. Seine Dissertation blieb das einzige von Berges vollendete Buch. Die Sammlung der (größtenteils im Krieg vernichteten) Hildesheimer Inschriften und die auf ihr beruhende Habilitationsschrift wurden nicht gedruckt. Zu seinen akademischen Schülern gehörten Werner Affeldt, Marianne Awerbuch, Gisela Bock, Peter Classen, Amos Funkenstein, Dietrich Kurze, Hans-Dietrich Loock, Jürgen Miethke, Bernhard Schimmelpfennig und Ludwig Schmugge. 
Berges starb 1978 im Alter von 69 Jahren in Berlin. Sein Grab befindet sich auf dem Waldfriedhof Zehlendorf.

## Schriften (Auswahl)
- Die älteren Hildesheimer Inschriften bis zum Tode Bischof Hezilos († 1079). Aus dem Nachlass hrsg. und mit Nachträgen versehen von Hans Jürgen Rieckenberg (= Abhandlungen der Akademie der Wissenschaften zu Göttingen, Philologisch-Historische Klasse. Folge 3, Nr. 131). Vandenhoeck & Ruprecht, Göttingen 1983.
- mit Carl Hinrichs (Hrsg.): Zur Geschichte und Problematik der Demokratie. Festgabe für Hans Herzfeld anlässlich seines 65. Geburtstages am 22. Juni 1957. Duncker & Humblot, Berlin 1958.
- Die Fürstenspiegel des hohen und späten Mittelalters (= Schriften des Reichsinstituts für ältere Deutsche Geschichtskunde (Monumenta Germaniae Historica). Bd. 2, ISSN 0080-6951). Hiersemann, Leipzig 1938 (Zugleich: Göttingen, Universität, Dissertation, 1938, Nachdrucke).